# جمعية بنغلاديش للأحياء المجهرية
جمعية بنغلاديش للأحياء المجهرية (بالإنجليزية: Bangladesh Society of Microbiologists  BSM)‏ هي جمعية لعلم الأحياء المجهرية في بنغلاديش.
أنشئت في عام 1976 من قبل بعض الباحثين والمفكرين من بنغلاديش. في فترة إنشائها، برزت بوصفها أكبر رابطة للمثقفين والباحثين في بنغلاديش في ذلك الوقت.

## وصلات خارجية
- الموقع الرسمي لجمعية بنغلاديش للأحياء المجهرية